# 사랑앵무
사랑앵무(일본어: 背黄青鸚哥 세키세이잉꼬[*], 영어: Budgerigar)는 앵무새의 일종이다. 오스트레일리아의 건조한 지역에서 살고 있다. 몸길이는 18 cm, 몸무게는 30~40 g가량 된다.
몸은 녹색, 꼬리는 푸른색, 머리는 노란색이며, 날개는 녹색을 띤 검은색 깃털과 검은색 칼깃으로 되어 있다. 다리는 분홍색이나 회색으로 된 대지족이다. 부리는 분홍빛을 띤 갈색이며 다 자란 수컷에게는 푸르스름하거나 분홍빛, 보랏빛의 납막이 있지만 흰색 등의 변종이 있다. 다 자란 암컷은 우유색, 갈색빛의 납막이다. 나무나 풀이 우거진 탁 트인 곳의 관목과 같은 곳에서 산다.
구멍이나 나무 위에 둥지를 짓고 4~7개의 알을 18일간 품는다. 깨어난 새끼가 30일 동안 자라면 독립한다. 새끼를 기를 때가 아니면 조건이 좋은 곳을 찾아 사는 곳을 옮겨다니는 편이다. 이 때문에 철새처럼 이주를 하기도 한다.

## 사랑앵무의 구분

### 키우는 사랑앵무
사랑앵무는 많이 선호하는 야생동물 중 하나이다. 1850년대부터 교배가 이루어져 색깔별로 품종이 있다. 과장된 머릿 깃이 시야를 가려서 스트레스를 받거나 근친 교배 때문에 빨리 낙조 한다. 키우는 사랑앵무의 수명은 주변 환경과 건강에 따라 다르지만 4년에서 15년 정도이다.
사랑앵무의 지능은 다른 앵무새와 비슷하며, 훈련을 시켜 말과 행동을 하는 방법 등을 가르칠 수 있다.

### 대화하는 사랑앵무
2001년 캐나다 온타리오 주에 사는 라이언 레드놀즈(Ryan B. Rednolds)는 2000년에 죽은 사랑앵무 빅터(Victor)가 자신의 생각과 일치하는 말을 할 줄 알았으며, 전 세계적으로 그러한 사랑앵무가 10 마리가량 된다고 주장했다. 하지만 지금의 과학으로서는 그의 주장을 증명도 반증도 할 수 없다.

## 사랑앵무 기르기
앵무새의 품종은 수백 종이 있는데, 그중 사랑앵무는 깃털이 화려하고 다양하며 사람의 말을 흉내낼 줄 알아 사람들에게 반려동물로서 인기가 있다.

### 사랑앵무(잉꼬)기르기 준비

#### 새장
넓은 방에서 기르는 것이 가장 이상적이기는 하지만, 새장으로 기르는 경우라면 되도록 커다란 것을 준비한다. 적어도 양 날개를 펼쳐서 날 수 있을 정도의 넓이는 되어야 한다. 새장은 실내의 안정된 곳에 설치하고 모이 주는 기구와 새장 바닥을 까는 깔개, 새장 덮개 등이 필요하다. 새장망이 가로로 엮어져 있으면 오르락내리락하면서 운동을 할 수 있다. 지름 1cm 이상의 가지를 구해 횟대(홰)를 만들어 주면 편히 쉴 수 있어 좋다. 종이와 톱밥을 구입하여 새장 바닥에 깔아 주거나 새용 모래깔개나 모래를 깔아 주어도 괜찮다. 하지만 신문지 같은 종이는 절대로 안된다. 앵무새의 똥에는 독소가 있지만 야생 새는 나무 위에 있고 똥은 바닥에 있어 자신의 똥을 잘 모른다. 이때 똥의 독소와 신문지의 잉크가 만나면 앵무새 에겐 최고의 독이 된다.

#### 목욕
사랑앵무가 목욕을 할 때 물 튀는 것이 싫다면 방지할 수 있는 덮개가 있는 욕조와 플라스틱 통 안에서 물을 뿌릴 수 있는 분무기도 준비해 둔다. 또한 사랑앵무를 억지로 목욕을 시켜서 귀에 물이 들어가게 하면 머리가 기우는 사경 현상이 일어날 수 있다.
다 씻은 후 라디에이터는 절대로 틀지 않는 것이 좋다.
가능하면 드라이기로 멀리서 말려주는 것이 가장 좋다.

#### 사랑앵무의 특징
사랑앵무는 놀기를 무척 좋아하기 때문에 장난감을 넣어 주고 건강을 체크하기 위해 몸무게를 측정할 저울을 준비해 두어야 한다. 사랑앵무는 소형조라 작은 몸무게의 변화라도 주의 깊게 봐야 한다. 만약 2마리 이상같이 있다면 몸무게가 줄어드는 새가 있다면 잘 못 먹고 있단 뜻이므로 따로 빼서 밥을 챙겨주는 것이 좋다. 새장이 크고 넓다면 여러 마리를 함께 키울 수 있다. 하지만 앵무새도 자기만의 구역이 있으니 신중하게 분양하는 것이 좋다.

## 사랑앵무 돌보기
평소에는 하루에 한 번씩, 여름에는 하루에 2번 이상 먹이통과 물통 등을 떼어낸 후 먹이통에 남아 있는 씨앗은 버리고 솔이나 새 칫솔을 이용해 물을 이용해서 깨끗이 닦아 마실 물, 펄렛 과 알곡 등을 바꿔준다.
새장은 일주일에 1번 청소를 하는 것이 가장 좋다 우선 횟대와 배변판, 이물질이 붙은 장난감을 꺼내 솔이나 새 칫솔을 이용해 따뜻한 물로 깨끗이 닦는다. 그 후 새장이 벽과 붙어 있다면 새장 뒤쪽에 잔여물들이 있을 수 있으니 새장을 앞으로 뺀 후 청소를 해준다.
사랑앵무는 외로움을 잘 타므로 앵이 혼자 있는 시간이 많으면 스트레스를 받을 수 있거나 우울증에 걸릴 수 있다 그럴 땐 친구를 만들어 주거나 장난감을 많이 주는 것이 좋다. 친구를 사귀어 줄 땐 서로 안 맞으면 한 마리가 죽을 때까지 싸우니 앵무새와 함께 가서 괜찮은지 보고 분양하는 것이 좋다
사랑앵무는 주로 환절기에 털갈이를 한다. 털갈이를 할 땐 손상되거나 오래된 깃털을 새 깃털로 바뀌게 된다. 이때 털갈이를 할 때는 자해를 하는 것처럼 보이나 자해하는 것이 아닌 자연스러운 행동이다. 털갈이를 할 때는 에너지 소모가 많이 일어나므로 더욱 관심을 줘야 한다.
사랑앵무는 소음이 조용한 편으로 아파트나 빌라에 사는 초보자에게 인기이다. 하지만 소음이 조용하다 해서 조용한 환경을 좋아하는 것이 아니다. 사랑앵무도 엄연히 앵무새이므로 시끄러운 환경을 좋아한다.
사랑앵무는 사람을 잘 따르는 편이고 순한 편이라 사람들의 손을 잘 타는데 애조인이 마음에 들지 않는 행동을 했다고 해서 부리가 단단하니 괜찮을 것이라 생각하고 부리를 치거나 욕을 하거나 밥을 안 줘 굶기거나 던지거나 발로 차거나 새장에서 못 나오게 가두거나 방치하는 그런 학대는 하면 안 된다. 앵무새는 3~5살 아이와 맞먹을 정도로 지능이 매우 높다. 인내심을 가지고 열심히 알려주면 언젠가 알려준 것을 행동한다.
사랑앵무는 야생본능이 강한 앵무새이다. 날개깃을 잘라서 괜찮다고 안일하게 생각하는 중이라면 그 생각을 멈추는 게 좋을 것이다. 산책중 앵무새가 멀리 도망간 상태에서 야생 고양이나 까치, 까마귀 등에게 공격을 당하면 그건 거의 죽은 상태다. 산책이 아니어도 환기를 할 때 창문으로 나가 못만난 애조인이 매우 아주 매우 많다. "그 사람은 관리를 잘 못해서 그렇지 나는 잘 한다" 라고 생각을 안하길 바란다 앵무새를 잃어버린 한 사람중 당신과 같은 생각을 한 사람이 있을 수 있으니.

### 사랑앵무 모이 주기
모이는 펄렛, 알곡, 보충사료가 대표적이며 서식지에 따라 펄렛을 더 줘야 건강하거나 알곡을 더 줘야 건강해지는 종도 있지만 사랑앵무는 오스트레일리아에서 서식하므로 펄렛과 알곡을 7:3으로 주는 것이 좋다. 이때 알곡 말고 펄렛이 주식이 되어야 한다. 근데 펄렛의 종류에 따라 계란, 과일, 채소 같은 영양분이 안들어있거나 소량 들어가 있는 경우가 있다. 이걸 보충 사료가 채워주는데 없어도 되지만 있으면 매우 좋다.

### 사랑앵무 길들이기
사랑앵무를 길들이려면 날개깃을 자르면 훈련시키기가 더 쉽다. 이것을 윙컷 또는 윙트리밍이라 하는데, 날개가 아니라 날개깃을 자르는 것이라 사랑앵무한테는 아픔을 주지 않는다. 또 6개월 정도 자라면 다시 날개깃이 자라난다. 먼저 사랑앵무에게 시킬 수 있는 가장 보편적인 훈련은 손가락에 앉도록 하는 것이다. 이 훈련은 반복과 인내심이 필요하다. 먼저 먹이를 자주 주면서 사랑앵무와 친해진다. 사랑앵무는 점차 주인의 손이 가까이 오는 것에 겁을 내지 않는다. 이때쯤 먹이가 달린 홰를 가까이 가져가 홰에 걸터앉아 먹이를 먹도록 한다. 다음으로 사랑앵무가 횃대 대신 손가락에 앉는 훈련으로 들어간다. 천천히 집게손가락을 새의 배로 가까이 접근시킨다. 올라오지 않을 경우에는 살살 문질러준다. 사랑앵무가 적응이 되면 어깨 위에 올려 놓아 본다. 친해진 사랑앵무는 사람 어깨에 앉아 머리카락을 물며 장난을 치기도 한다. 사랑앵무와 친밀해지는 방법 중 하나는 볼을 긁어주는 것이다. 이 상태에서 살며시 긁어주면 금세 눈을 감으며 좋아한다. 또한 손에서 직접 먹이를 주는 것도 시랑앵무와 친해지는 데에 좋은 방법이다. 잉꼬가 사람의 손가락을 무서워 할 경우에는 새가 무서워하지 않는 거리에서 천천히 다가간다. 오랫동안 반복하면 잉꼬는 손가락이 무섭지 않은 것으로 인식하게 된다. 반대로 잉꼬를 손으로 잡거나 심한 장난을 칠 경우에는 스트레스를 받아 손가락을 무서워하기 때문에 조심하는 것이 좋다. 사랑앵무는 소형 앵무라 물어도 심하게 다치지는 안 치만 스트레스로 인해 죽을 수도 있으니 주의해야 한다.

#### 말하는사랑앵무 친해지기
사랑앵무에게 말을 가르치는 것은 힘든 기술이어서 끈기가 따라야 한다. 먼저 손가락 위에 올려놓고 입을 가까이 대어 쉬운 말부터 가르친다.
말은 수컷이 좀 더 잘 하는 편인데, 처음에는 발음하기 쉬운 낱말부터 시작한다. 낱말 하나를 다 외울 때까지 계속해서 그 낱말을 중점적으로 가르친다.
완전하게 외운 뒤에 다음 낱말을 가르치도록 하고, 점점 긴 낱말도 가르친다.
이따금 전에 외운 낱말을 외우게 하여 복습을 시킨다. 되도록이면 계속 같은 사람이 가르치는 것이 좋다.
특히 음색이나 악센트도 그대로 외우기 때문에 듣기 좋은 낱말을 가르치도록 한다.

### 사랑앵무의 새끼 낳기
사랑앵무 암컷은 하루나 이틀에 하나씩 4-6개의 알을 지속적으로 낳는다. 암컷은 이 알을 17-18일 동안 따뜻하게 품어 부화시킨다. 암컷이 알을 품고 있는데 사람이 이를 보거나 스트레스를 많이 받을 경우에는 알을 포기해 버린다. 새끼는 부리 끝의 작은 끌처럼 생긴 난치를 이용하여 껍질을 깨고 나온다. 갓 나온 새끼는 아직 부화하지 않은 알 위에 머리를 얹고 쉰다. 이후 새끼는 어미가 소화된 먹이를 입으로 나누어 주는 것을 받아먹고 빠른 속도로 자란다. 부화된 새끼들은 몸을 따뜻하게 하기 위해 서로 얽혀서 붙어 있다. 17일 정도 지나면 새끼는 성숙한 새의 깃털을 갖기 시작하고 생후 21일이 되면 복실복실한 모습으로 단장을 한다. 생후 6주가 되면 보금자리를 떠나 새로운 집에 들어갈 채비를 하는데 이때 스스로 씨앗을 쪼아먹을 수 있으며 아직 완전한 비행은 할 수 없으나 홰에 불안한 자세로 설 수도 있다. 4개월이 되면 처음으로 깃털을 갈게 되는데 그 깃털은 끝이 뾰족하고 그 자리에 새로운 깃털이 생겨난다. 이때 잉꼬는 구부러진 깃털을 바로 펴기 위해 몸을 잘 다듬는다. 털갈이가 끝나면 완전히 성숙해지고 5개월 정도 지나면 스스로 알을 품을 줄도 알고 홰에서 불안해하며 서 있는 모습도 보여 준다.

## 같이 보기
- 말하는 새

## 참고 문헌
1. ↑  BirdLife International (2018). “Melopsittacus undulatus”. 《IUCN 적색 목록》 (IUCN) 2018. doi:10.2305/IUCN.UK.2018-2.RLTS.T22685223A132056957.en. 2021년 9월 10일에 확인함.